# Port-Saint-Louis-du-Rhône
Port-Saint-Louis-du-Rhône è un comune francese di 8 871 abitanti situato nel dipartimento delle Bocche del Rodano della regione della Provenza-Alpi-Costa Azzurra.

## Società

### Evoluzione demografica
Abitanti censiti